# فهرست استندآپ کمدین‌های ایرانی
استندآپ کمدی به اجرای طنزی گفته می‌شود که به‌صورت ایستاده و عمدتاً با تعریف خاطره اجرا می‌شود، این نوع اجرا معمولاً به‌صورت تک‌نفره اجرا می‌شود که در آن اجرا کننده با چاشنی بزرگنمایی و طنز، خاطرات و یا مسئله‌ای جذاب برای مخاطبان را تعریف می‌کند. استندآپ کمدی در ایران از چندی پیش در صحنه‌های نمایشی فیلم‌ها، برنامه‌های تلویزیونی و سریال‌ها شکل گرفت.

## چهره‌های سرشناس
- حسن ریوندی[۱]
- حامد آهنگی
- ابراهیم نبوی
- هادی خرسندی
- شاپی خرسندی
- مازیار جبرانی
- مهران خاقانی
- امید جلیلی
- مهران مدیری
- رضا عطاران
- امیر کربلایی‌زاده
- مهران غفوریان
- امیرمهدی ژوله
- محمود فرجامی
- تهران قصری
- سیامک انصاری
- مکس امینی
- سروش جمشیدی
- سامان گوران
- پرویز صیاد
- کیوان معزی